# Tad Mosel
Tad Mosel, all'anagrafe George Ault Mosel Jr (Steubenville, 1º maggio 1922 – Concord, 24 agosto 2008) è stato un drammaturgo e sceneggiatore statunitense.

## Biografia
Dopo gli studi a Yale e alla Columbia University, nel 1949 fece il suo debutto a Broadway come attore nella pièce At War with the Army. Tornò a Broadway soltanto nel 1960, questa volte in veste di drammaturgo con il dramma All The Way Home, tratto dal romanzo di James Agee Una morte in famiglia . La pièce rimase in cartellone per oltre trecentotrenta rappresentazioni e vinse il Premio Pulitzer per la drammaturgia, oltre a ricevere una candidatura al Tony Award alla migliore opera teatrale. Prolifico sceneggiatore televisivo, nel corso della sua carriera ottenne anche una candidatura al Premio Emmy.
Dichiaratamente omosessuale, Mosel fu impegnato in una relazione con il graphic designer Raymond Tatro dagli anni cinquanta fino alla sua morte nel 1995.

## Filmografia parziale

### Sceneggiatore

#### Cinema
- Tre donne per uno scapolo (Dead Heart), regia di Delbert Mann (1964)
- Su per la discesa (Up the Down Staircase) , regia di Robert Mulligan (1967)

#### Televisione
- Omnibus - serie TV, 4 episodi (1953-1954)
- Studio One - serie TV, 5 episodi (1954-1958)
- Playhouse 90 - serie TV, 4 episodi (1957-1959)
- The Adams Chronicles - serie TV, 2 episodi (1976)

### Attore
- Tre donne per uno scapolo (Dead Heart), regia di Delbert Mann (1964)

## Teatro (parziale)

### Drammaturgo
- The Happiest Years (1942)
- The Lion Hunter (1952)
- Other People’s Houses (1956)
- All the Way Home (1960)
- Impromptu (1961)
- Madame Aphrodite (1962)
- That’s Where The Town’s Going (1962)
- The Alegation Impromptu (1964)

### Attore
- At War with the Army, di James B. Allardice, regia di Ezra Stone. Booth Theatre di Broadway (1949)

## Riconoscimenti
- Premio Emmy
  - 1977 – Candidatura alla miglior sceneggiatura di una serie drammatica per The Adams Chronicles
- Premio Pulitzer
  - 1961 – Premio Pulitzer per la drammaturgia per All the Way Home
- Tony Award
  - 1961 – Candidatura per la migliore opera teatrale per All the Way Home
- New York Drama Critics' Circle
  - 1961 - Vincitore del Best American Play  per All the Way Home[3]